# 黒須源之助
黒須 源之助（くろす げんのすけ、1892年（明治25年）12月4日 - 1964年（昭和39年）10月27日）は、大日本帝国陸軍軍人。最終階級は陸軍少将。功四級。

## 経歴
1892年（明治25年）に茨城県で生まれた。陸軍士官学校第27期卒業。1940年（昭和15年）8月1日に陸軍歩兵大佐進級と同時に独立守備歩兵第1大隊長に着任。1941年（昭和16年）11月に歩兵第110連隊長（北支那方面軍・第110師団・歩兵第133旅団）に転じ、日中戦争に出動。京漢作戦では洛陽攻略に出動した。
その後内地に帰還し、1945年（昭和20年）2月6日に編制された独立混成第98旅団（第2総軍・第16方面軍・第57軍）の旅団長に2月12日に就任し、6月10日に陸軍少将に進級。鹿児島県高山で本土決戦に備える中で終戦を迎えた。
1947年（昭和22年）11月28日、公職追放仮指定を受けた。